# 倩兮女

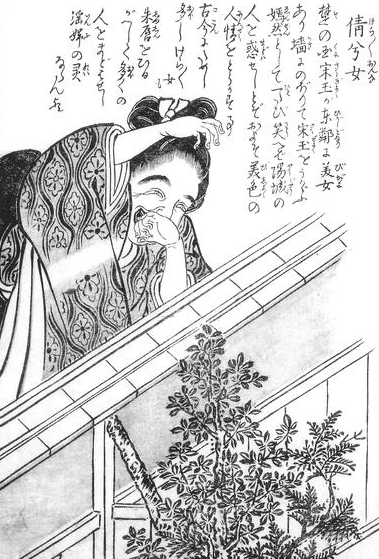
鳥山石燕《今昔百鬼拾遺》中的大笑女。

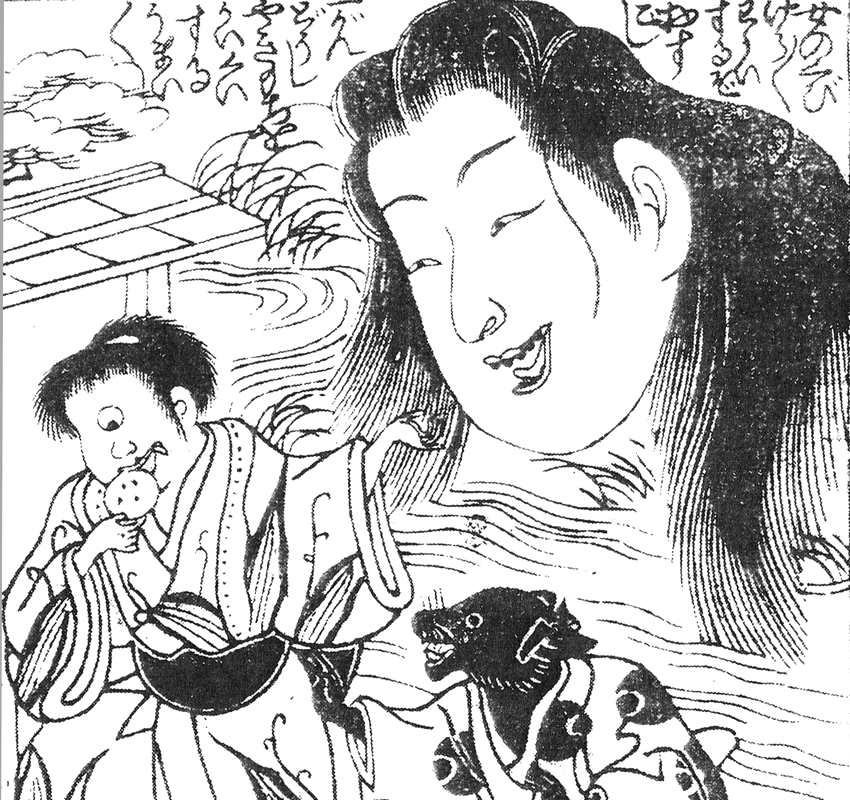
《平家化物誌》中的巨大笑臉女首。

倩兮女（日語: けらけら女），又稱大笑女，是一種日本妖怪。記載於江戶時期鳥山石燕的妖怪畫集《今昔百鬼拾遺》。

## 演變
倩兮女在《今昔百鬼拾遺》中被描繪為一個身穿和服的高大女性，越過圍牆朝著院子掩嘴嘻笑，作勾引狀。鳥山石燕的註解如是說：
相傳楚國宋玉的東鄰有位美人，總是對著宋玉笑。大家稱其為大笑女，認為她是淫蕩婦女的靈魂化身。
本話源自中國南北朝《文選》的“登徒子好色賦”。原作中宋玉遭登徒子誣陷為好色之徒，因此舉親身經歷為證，稱東鄰有位絕世美人對自己暗送秋波三年，自己卻無動於衷，而有成語「宋玉東牆」之說。故事中勾引宋玉的美人，被鳥山石燕訛傳為淫婦化身的妖怪。此外，鳥山之前的江戶繪卷《平家化物誌》描繪的巨大笑臉女首，可能也是倩兮女的原型。。
江戶時期有關大笑女的描述不多。然到了昭和與平成時期，倩兮女的形象開始轉變，並出現「會讓聽到其笑聲的人失心大笑，直至氣竭而死」的設定。民俗學家藤沢衛彦在《妖怪畫談全集 日本篇》（1929）中更將其形容為「抬頭看比柵欄高，大臉醜女哈哈笑」，使近代倩兮女的形象從美女變為醜怪。

## 變體
在土佐國（今高知縣）一帶流傳的妖怪「笑女」，與倩兮女頗為類似。